# Salt del Mir
El salt del Mir és un salt d'aigua situat a la comarca d'Osona a prop de Santa Maria de Besora a la serra de Bellmunt. Es tracta d'un salt d'aigua de 35 metres d'alt, un dels més alts de Catalunya. Com que es tracta d'una riera, durant l'estiu pot no tenir aigua però durant l'època de pluges conté un gran cabal d'aigua. També hi ha una zona de bany i un molí en ruïnes del qual se n'ha conservat el mecanisme.